# Pedro Escalante
Pedro de Escalante y Huidobro (Santander, Cantabria, 10 de agosto de 1913-Santander 5 de noviembre de 1970), conocido como Pedro Escalante, fue un político y escritor español.

## Biografía

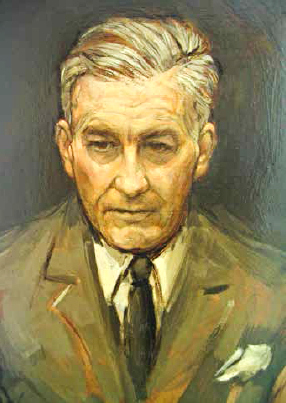
Retrato de Escalante como presidente de la Diputación Provincial de Santander

Licenciado en Derecho por la Universidad de Oviedo en 1933, desempeñó su primer cargo político como teniente alcalde del Ayuntamiento de Santander, si bien el puesto por el que mejor se le recuerda es por el de presidente de la Diputación Provincial de Santander, el cual desempeñó desde su nombramiento en 1962, hasta su fallecimiento.
Desde ese cargo reivindicó la sustitución del nombre de la provincia de Santander por el de Cantabria, e impulsó la investigación histórica desde la Institución Cultural de Cantabria y el Museo de Prehistoria; también fomentó la creación del Centro Nacional Marqués de Valdecilla. Además, apostando por el desarrollo turístico de Cantabria, impulsó la realización de proyectos como el teleférico de Fuente Dé, la estación de esquí de Alto Campoo, o la estación de Peña Cabarga, actuales instalaciones de Cantur. Debido a las muestras que tenía a favor del oficialización del nombre de Cantabria y su impulso en cuanto a lo relacionado con la historia de esta comunidad, se le conoció cariñosamente como «El Cantabrón».
La vertiente literaria le vino por vía familiar, ya que fue nieto del ilustre escritor cántabro Amós de Escalante. Sus novelas más destacadas son La vida por la muerte y Cuaderno de bitácora.